# 山﨑夕貴
山﨑夕貴（日语：山﨑 夕貴，1987年8月4日—），出身於岡山縣倉敷市。日本富士電視台播報員。

## 經歷
高中畢業於岡山縣立倉敷天城高等學校，大學畢業於岡山大學經濟學部。2010年正式加入富士電視台成為播報員。
持有實用英語技能檢定二級，日本漢字能力檢定二級等資格證書；書道更是取得十級，但不善於寫硬筆字，而且容易搞錯筆順。不善於料理。
大學期間2007年，成為第25代倉敷小町（親善大使）。
2010年10月至2011年4月，主持首個自身冠名節目《YAMASAKIPAN》，也成為富士電視台內第六位被成為「XX-pan」的女主播。
2010年10月至2011年3月，擔任《鬧鐘新聞》週四週五的天氣報導員，以及《鬧鐘星期六》的娛樂資訊報導員。2011年4月開始，擔任《鬧鐘電視》週四週五的娛樂資訊報導員，以及《NON STOP!》的主持人。

## 外部連結
- 富士電視台 山﨑夕貴 （页面存档备份，存于）